# Jausiers
Jausiers er en fransk kommune i regionen Provence-Alpes-Côte d'Azur i departementet Alpes-de-Haute-Provence. Kommunen ligger ved floden Ubaye.

## Seværdigheder
- Magnans-slottet, fra begyndelsen af det 19. århundrede
- Vandmuseet